# Konformizm informacyjny
Konformizm informacyjny (informacyjny wpływ społeczny) – obok konformizmu normatywnego jest działaniem polegającym na dostosowywaniu się. Ten typ konformizmu motywowany jest pragnieniem posiadania racji i podejmowania słusznych, odpowiednich i adekwatnych działań. W sytuacji braku odpowiedniej ilości obiektywnych informacji człowiek obserwuje zachowania innych ludzi i traktuje je jako wskazówki co do tego, w jaki sposób sam powinien zachowywać się, myśleć, postępować, co prowadzi do ujednolicenia zachowań w grupie.
W warunkach konformizmu informacyjnego proces myślenia jednostki przebiega ogólnie w ten sposób, że zastanawiając się nad tym jak należy w danej sytuacji postąpić człowiek kieruje swoją uwagę najpierw na obiektywne, fizyczne informacje, a gdy takie są niedostępne lub niedostateczne (niedostatek informacji obiektywnych), obserwuje zachowania innych, które traktuje jako wskazówki. Dochodzi do sytuacji ujednolicenia zachowań w grupie (naśladowania).

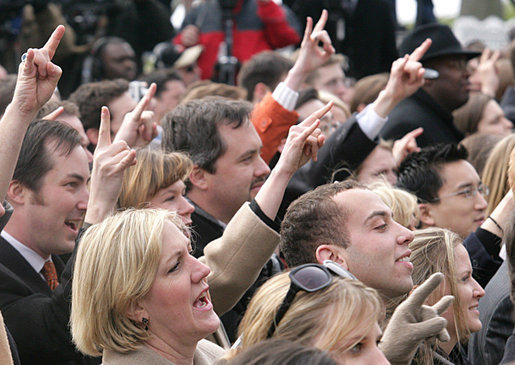
Skłonność do upodabniania się do innych spowodowana jest traktowaniem zachowań innych ludzi jako wskazówek dla własnego postępowania

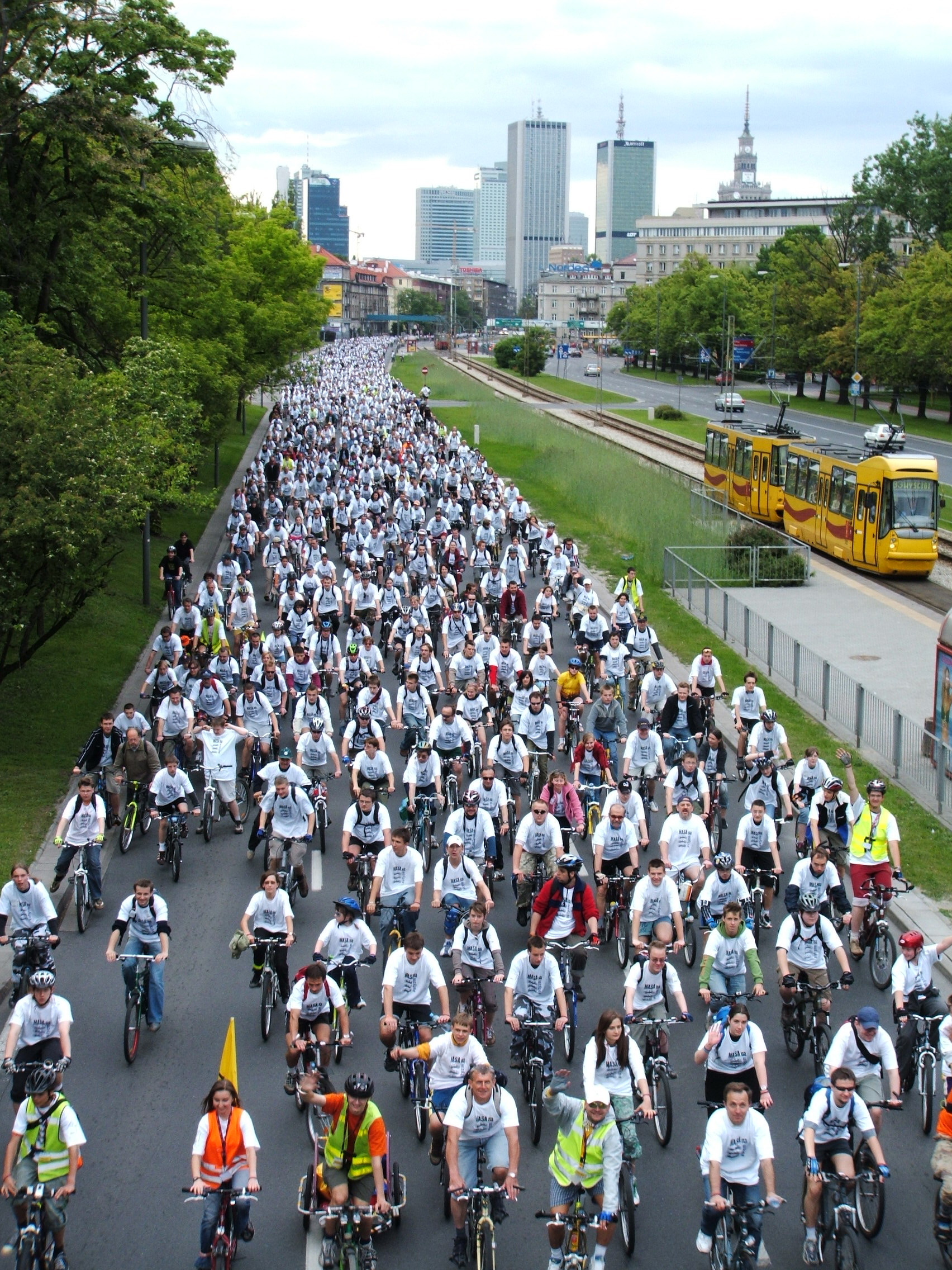
W grupach ludzie mają skłonność do upodabniania swoich zachowań. Czy wszyscy wiedzą, dokąd jedziemy? Zmiana kierunku jazdy przez kilku pierwszych rowerzystów spowodowałaby zmianę kierunku jazdy wszystkich.

## Przykłady
- Gdy nie wiem, jaką odpowiedź należy wpisać na teście egzaminacyjnym, będę naśladować moich sąsiadów, zakładając, że lepiej znają odpowiedź na dane pytanie, niż ja.
- Kiedy, stojąc na przystanku i czekając na autobus, zauważę nagłe poruszenie kilku osób, sam zacznę się rozglądać, czy pojazd nie nadjeżdża.
- Widząc, że większość ludzi nagle w kościele klęka, sam uklęknę, mimo że jestem zamyślony i nie zdaję sobie sprawy z tego, jaki moment mszy właśnie nadszedł.
- W pewnym badaniu wykryto, że po upublicznieniu w mediach informacji o samobójstwie znanej osoby gwałtownie (o 1000%) rośnie liczba samobójstw popełnianych przez ludzi podobnych do danego samobójcy[2].
- Po głośnej walce bokserskiej, relacjonowanej przez media, w której jeden bokser wyraźnie wygrywa z innym (na przykład czarnoskóry z białym), znacząco rośnie liczba zabójstw oraz bójek ulicznych, w jakich ofiara jest podobna do przegranego boksera (w tym wypadku do białoskórego)[3].
- Gdy po raz pierwszy wchodzę do urzędu i nie wiem jak mam się ustawić w kolejce, będę obserwować innych ludzi i powielać ich zachowania.
- Demonstrowanie pewnych zachowań wpływa na to, że inni będą je naśladować. Grupy przyjaciół często podejmują podobne zachowania w bliskim czasie (na przykład naśladując sposób opisywania edycji, wyrażając swoje niezadowolenie lub zadowolenie w stosunku do pewnych faktów czy osób).
- Siedząc przy stole razem z osobami, których wcześniej nie widziałem, a które są np. rodziną mojej nowej dziewczyny, będę dostosowywał się do ich zachowań.

## Brak reakcji
W pewnych sytuacjach zachowanie takie może przybierać formę braku reagowania (zobacz też: rozproszenie odpowiedzialności, dezindywiduacja), tak jak wtedy, gdy wielu ludzi przechodzi obok leżącego na ulicy człowieka i nikt mu nie pomaga. Ludzie w takiej sytuacji myślą: „Czy ten człowiek potrzebuje pomocy?”. Na to pytanie nie mogą sobie jednak odpowiedzieć, bo tego nie wiedzą. Jest to więc sytuacja niedostatku informacji obiektywnych, w związku z tym ludzie będą skłonni obserwować zachowania innych i traktować je jako wskazówkę dla siebie, a więc naśladować. „Gdyby ten człowiek potrzebował pomocy, ktoś już dawno by się nim zajął” – myślą sobie. W związku z tym przechodzą obok leżącego obojętnie, naśladując zachowania innych (którzy oczywiście naśladują ich).
W pewnym badaniu proszono ludzi, aby rozwiązywali test. Po wręczeniu arkusza testowego eksperymentatorka wychodziła do sąsiedniego pomieszczenia, gdzie włączała magnetofon i odtwarzała głosy imitujące jej upadek z krzesła („Ojej! nie mogę się ruszyć. Moja noga...”) Jeśli w sali obok test rozwiązywała tylko jedna osoba badana, prawie zawsze wstawała i podchodziła do kantorka (70% badanych), aby sprawdzić, co się stało. Im więcej osób rozwiązywało wspólnie test, tym mniej prawdopodobne było, że ktoś wstanie i pójdzie sprawdzić co stało się w kantorku (jeśli badani pracowali w parach – 20 procent). Jest to sytuacja niepewności, w której nie ma dostatecznych informacji mówiących, co się dzieje. W związku z tym gdy osoba badana jest w pomieszczeniu sama, jedynym sposobem dowiedzenia się, co się naprawdę dzieje, jest pójście do pomieszczenia obok i sprawdzenie. Jeśli w sali jest więcej osób, sytuacja niepewności jest rozwiązywana inaczej – badani mogą nawzajem obserwować siebie, a ponieważ w sytuacji niepewności ludzie traktują zachowania innych jako wskazówki o rzeczywistości, to ich bierność innych sprawia, że nikt nie upewnia się, co się naprawdę stało. Wszyscy rozglądają się ukradkiem i widzą, że inni nie reagują, więc sami również nie reagują.

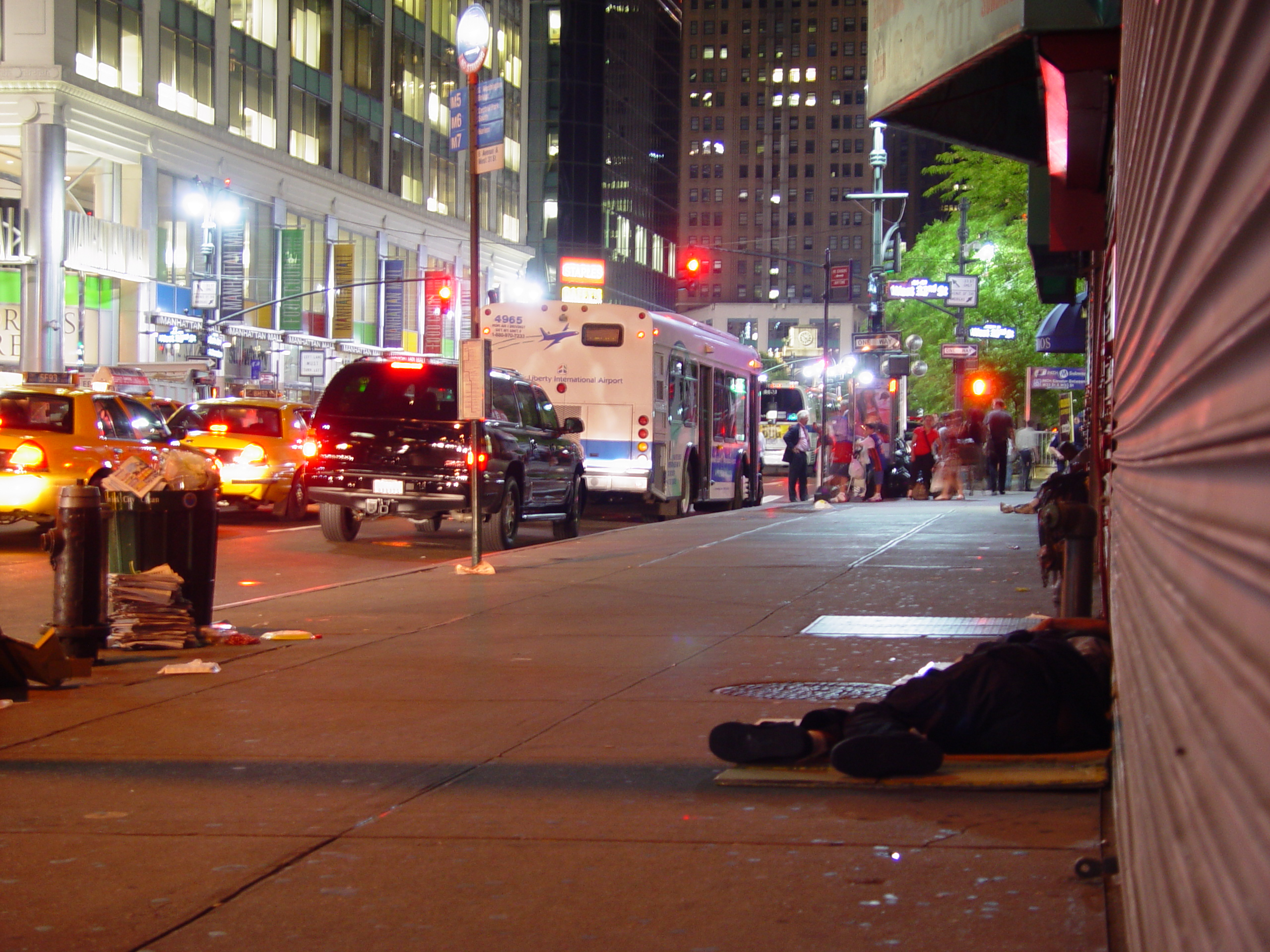
Ludzie mogą tłumnie przechodzić obok osoby leżącej na ulicy, nie udzielając jej pomocy, kierując się konformizmem informacyjnym

- W innym eksperymencie podczas rozwiązywania testów badacze wpuszczali dym do pomieszczenia poprzez kratki wentylacyjne. Rezultaty były identyczne – im więcej osób było w pokoju, tym mniej prawdopodobne, aby ktoś upewnił się, co się dzieje. Gdy w pokoju był tylko jeden badany, niemal zawsze wstawał i wychodził na korytarz, alarmując o pojawiającym się dymie.

- Kolejny eksperyment pokazał, że jeśli nagłemu atakowi padaczki przygląda się jedna osoba, to w 85 procent przypadków reaguje pomocą. Jeśli w sytuacji było jeszcze dwóch widzów, odsetek reagujących spadł do 62 procent. Gdy prócz badanego było jeszcze czterech świadków tylko 31 procent badanych reagowało (zadaniem podstawionych „świadków” było po prostu obserwowanie sytuacji)[5].

Eksperyment ten (i jemu podobne) interesujący jest jeszcze z tego względu, że pokazuje coś nieoczywistego intuicyjnie: im więcej osób, tym mniej prawdopodobne, że ktoś będzie reagować, choć wydawałoby się, że powinno być inaczej: im więcej osób, tym bardziej prawdopodobne, że jednak ktoś podejmie jakieś działania.

## Czynniki nasilające skłonność konformizmu informacyjnego
- Niejasność sytuacji – to silny czynnik wpływający na skłonność do wzajemnego naśladowania. Jedno z badań ujawniło, że w naukach społecznych (w których jest trudniej o obiektywne kryterium poprawności badań naukowych i tworzonych teorii) w artykułach naukowych jest o wiele więcej podziękowań recenzentom niż w artykułach odnośnie do nauk ścisłych. Jakkolwiek wynik tej zależności można różnie interpretować, to możliwe iż zależy to od większej skłonności do odwoływania się do pewnego rodzaju „społecznego dowodu słuszności” w warunkach braku obiektywnych informacji.

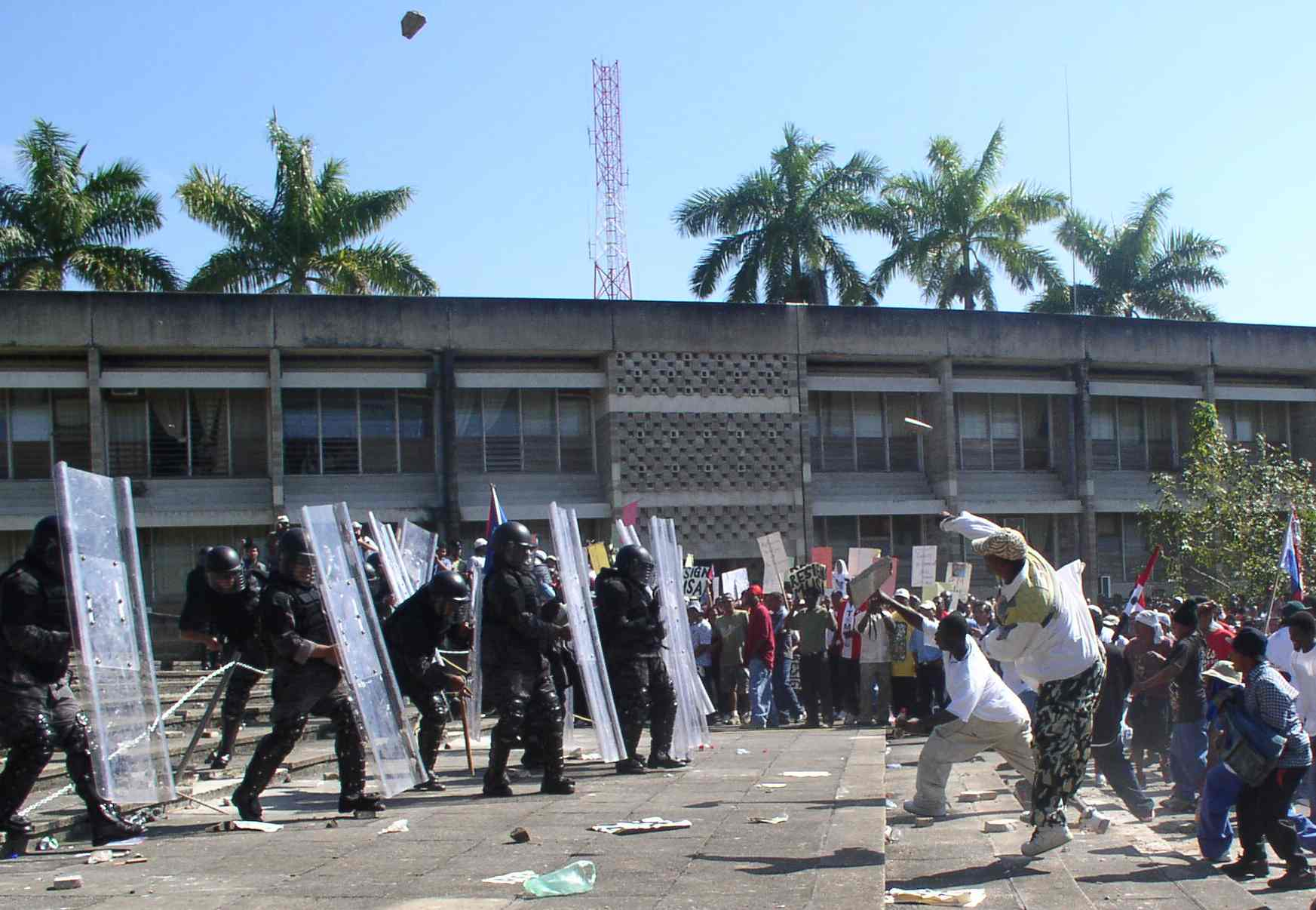
Konformizm nasila się między innymi w sytuacjach kryzysowych.

- Niepewność – im bardziej przestraszone, zaniepokojone, zaskoczone są osoby, tym bardziej prawdopodobne, że będą ulegać wpływowi społecznemu (będą posłuszne lub będą zachowywać się jak konformiści). Atak na World Trade Center sprawił, że w USA gwałtownie wzrosła popularność i skłonność do akceptowania działań prezydenta. Wojna, zagrożenie, są sytuacjami, które skłaniają ludzi do zachowań konformistycznych. Jest to wykorzystywane jako metoda manipulacji: dyktatorzy często tworzą iluzoryczne (lub realne) poczucie zagrożenia (wskazują na zagrożenie ze strony np.: terrorystów, Azjatów, Żydów, komunistów, obcego kapitału...), bowiem ubocznym skutkiem takiej manipulacji jest zwiększenie posłuszeństwa i uległości grup społecznych. Zarówno sytuacyjnie wzbudzona niepewność i zagrożenie oraz poczucie zagrożenia i niepewności jako cecha osobowości wpływa na skłonność do podporządkowywania się wpływowi informacyjnemu innych ludzi.

- Sytuacja jest kryzysowa – tragiczne skutki wpływu konformizmu informacyjnego zaobserwować można było między innymi w Jonestown (Gujana). W pewnych sytuacjach może to także przybierać postać psychozy tłumu.

- Inni ludzie postrzegani są jako eksperci – dyktatorzy często używają munduru, który jest przez ludzi kojarzony z autorytetem. Jeśli jednostka jest przekonana, że grupa ludzi, w której przebywa, jest ekspertami w danej dziedzinie, jej skłonność do podporządkowania się i zaakceptowania przekonań tej grupy jest bardzo silna.

Artystyczny wyraz mechanizmów konformizmu dał William Golding w powieści Władca much.